# Hoheria equitum
Hoheria equitum là một loài thực vật có hoa trong họ Cẩm quỳ. Loài này được Heads mô tả khoa học đầu tiên năm 2000.